# Диэлектрическое зеркало

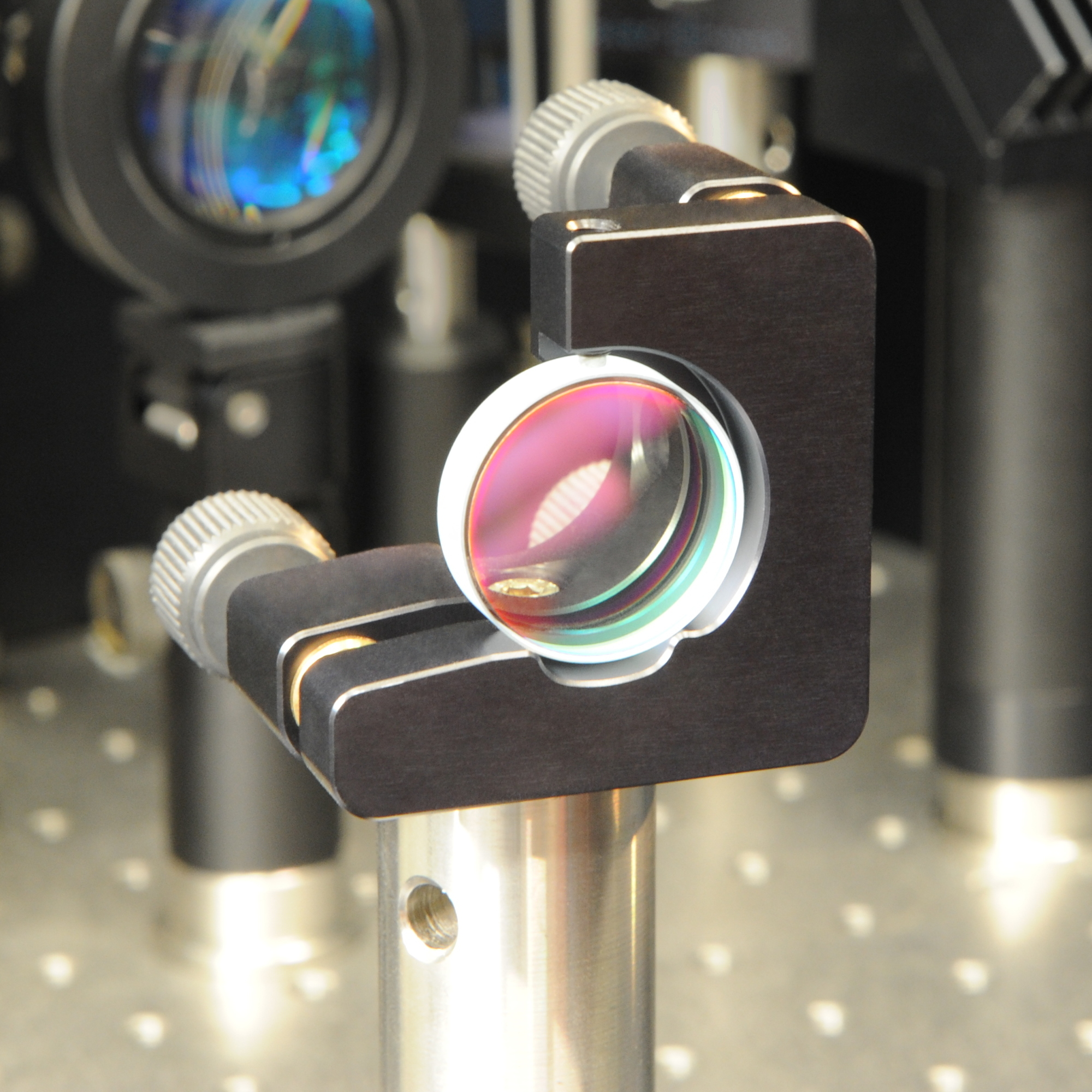
Диэлектрическое зеркало для инфракрасного диапазона

Диэлектри́ческое зе́ркало — зеркало, отражающие свойства которого формируются благодаря  покрытию из нескольких чередующихся тонких слоёв из различных диэлектрических материалов. При надлежащем выборе материалов и толщин слоёв можно создать оптические покрытия с требуемым отражением на выбранной длине волны.  Диэлектрические зеркала могут обеспечивать очень большие коэффициенты отражения, (так называемые суперзеркала), которые обеспечивают отражение более 0,99999 падающего света. Такие зеркала также могут обеспечить хорошее отражение в широком диапазоне длин волн, например, во всём видимом диапазоне спектра. 
Диэлектрические зеркала широко используются в разнообразных оптических приборах. Примерами использования  являются резонаторы лазеров, тонкоплёночные делители пучка (частично отражающие зеркала), интерферометры. Кроме того, пара тонкоплёночных зеркал, напылённых на одной и той же подложке,  могут использоваться как спектральные фильтры, например в современных отражающих солнечных очках. Зеркала обладают большой стойкостью к воздействию интенсивных потоков оптического излучения, что важно для мощных лазеров, у которых на зеркалах сосредотачивается огромная оптическая плотность излучения, которая приводит к оптическому пробою (расплавлению и абляции) материала слоёв зеркала.

## Принцип действия

Схема диэлектрического зеркала. Тонкие слои материала с более высоким показателем преломления n_{1} чередуются с более толстыми слоями с меньшим показателем преломления n_{2}. Оптические длины пути l_{A} и l_{B} отличаются точно на одну длину волны, что приводит к конструктивной интерференции в отражённой волне.

Действие диэлектрического зеркала основано на интерференции световых лучей, отражённых от границ между  слоями диэлектрического покрытия.   Простейшие диэлектрические зеркала являются одномерным фотонным кристаллом, образованным чередующимися слоями с бо́льшим и меньшим показателем преломления (см. схему), т. е. являются Брэгговским отражателем. Толщины слоёв выбираются таким образом, чтобы имела место конструктивная интерференция , т. е сложение всех отражённых от границ структуры лучей.  Для этого толщины слоёв делают такими, чтобы оптическая длина пути ({\displaystyle nd}, см.рисунок) в каждом из них была кратна {\displaystyle \lambda /4}, где {\displaystyle n} — показатель преломления слоя, {\displaystyle d} — его геометрическая толщина, {\displaystyle \lambda } — длина волны. Обычно, но не всегда, оптическая длина пути во всех слоях составляет четверть длины волны. Тот же принцип используется для создания многослойных просветляющих покрытий, в которых толщины слоёв выбираются так, чтобы минимизировать, а не максимизировать отражение.
Другие конструкции диэлектрических зеркал могут иметь более сложную структуру слоев, которая рассчитывается обычно методом численной оптимизации. При этом можно также контролировать дисперсию отражённого света. При расчёте диэлектрических зеркал обычно используют методы матричной алгебры .

## Производство

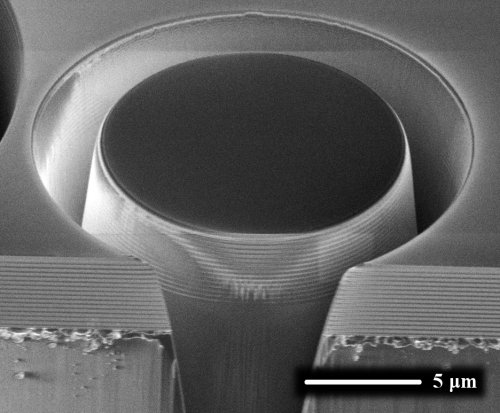
Диэлектрическое микрозеркало, диаметром около 13 микрометров, вырезанное из большей подложки. Изображение получено с помощью электронного микроскопа. На нижнем крае зеркала хорошо видны чередующиеся слои Ta_{2}O_{5} и SiO_{2}.

Производство диэлектрических зеркал основано на различных методах  нанесения тонких плёнок. Наиболее распространёнными являются методы химическое парофазное осаждение, физическое парофазное осаждение, которое осуществляется в высоковакуммных камерах с помощью плотных высокоэнергетичных электронных или ионных пучков ионное осаждение.  Химическое осаждение осуществляется с помощью молекулярно-лучевой эпитаксии. Основными материалами, используемыми для создания слоев являются фторид магния, двуокись кремния, пентоксид тантала, сульфид цинка (n=2.32), и двуокись титана (n=2.4).